# مولي بيرنت
مولي بيرنت (بالإنجليزية: Molly Burnett)‏ هي منتجة أفلام وممثلة أمريكية، ولدت في 23 أبريل 1988 في ليتلتون في الولايات المتحدة.

## وصلات خارجية
لم يتم العثور على روابط لمواقع التواصل الاجتماعي.